# Гевер, Робер
Робер Гевер (фр. Robert Gevers; неизвестно — неизвестно) — бельгийский хоккеист на траве, полевой игрок. Бронзовый призёр летних Олимпийских игр 1920 года.

## Биография
Робер Гевер в 1920 году вошёл в состав сборной Бельгии по хоккею на траве на летних Олимпийских играх в Антверпене и завоевал бронзовую медаль. Играл в поле, провёл 2 матча, мячей (по имеющимся данным) не забивал.
Других данных о жизни нет.